# Va banque

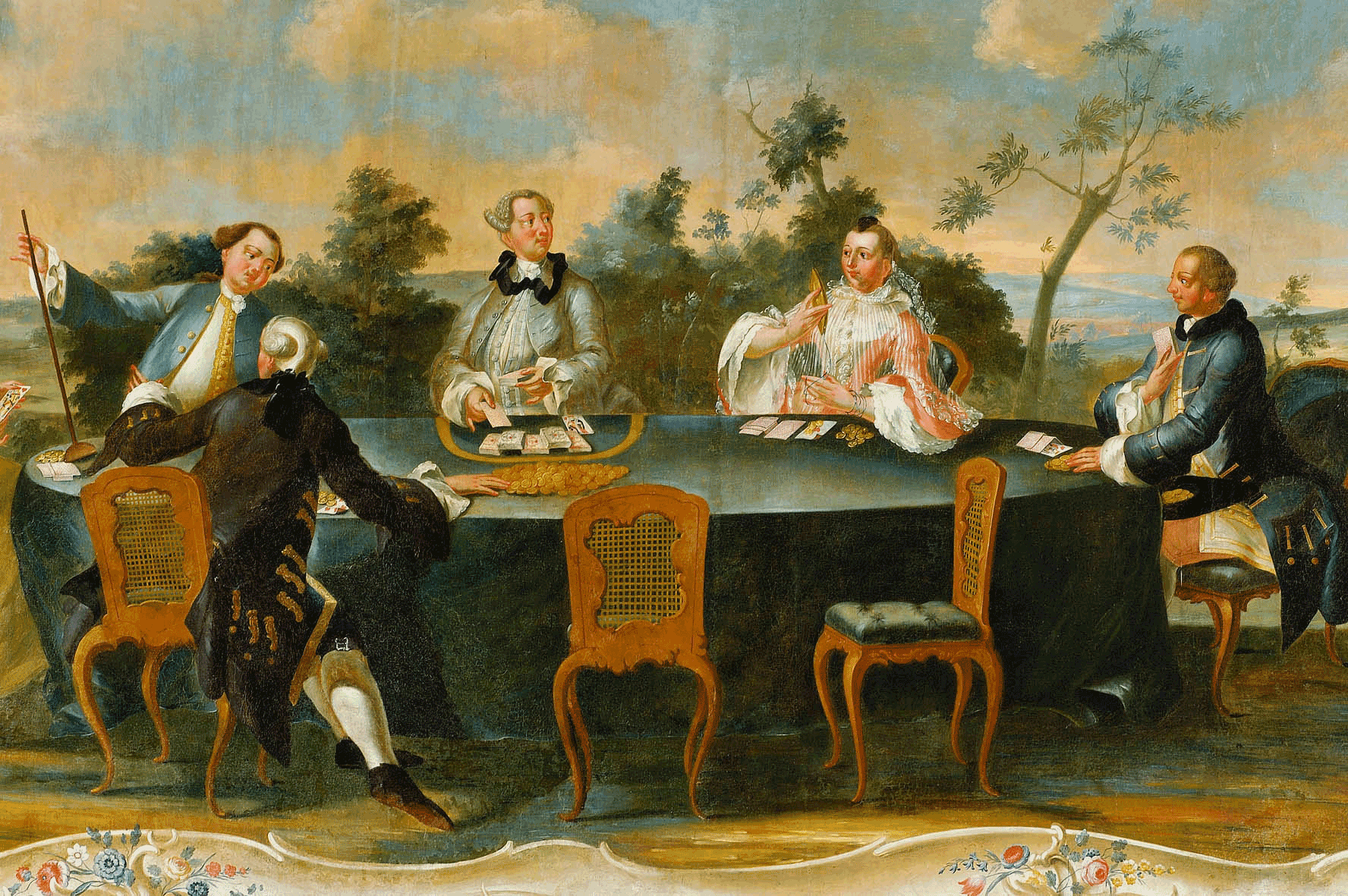
Một bàn chơi Faro trong thế kỷ 18

Va banque hay Vabanque là một thuật ngữ cờ bạc từ trò chơi bài Pharo hoặc Faro, được phổ biến vào thế kỷ 18 và 19. Nó tương tự như quyết định đánh cá với lượng tiền lớn nhất được casino cho phép trong chemin de fer, một loại baccarat ("go bank"). Nó có nghĩa là một người chơi đặt tiền bằng số tiền có hiện tại trong "ngân hàng" của cuộc chơi. Vabanque nói chung là một lựa chọn nguy hiểm trong đó người chơi đặt tất cả mọi thứ vào sự thắng thua, anh ta hoặc có thể thắng hoặc mất tất cả mọi thứ.
Va banque trở thành một diễn tả được đặc biệt chú ý do được tường thuật, Adolf Hitler và Hermann Göring sử dụng nó trong một cuộc đối thoại với nhau vào ngày 29 tháng 8 năm 1939 khi cuộc khủng hoảng Ba Lan đạt đến đỉnh điểm trước Thế chiến II. Göring khuyên Hitler, chúng ta muốn chơi trò vabanque. Hitler trả lời rằng trong suốt cuộc đời ông, ông luôn chơi vabanque.